# Missões diplomáticas de Kiribati

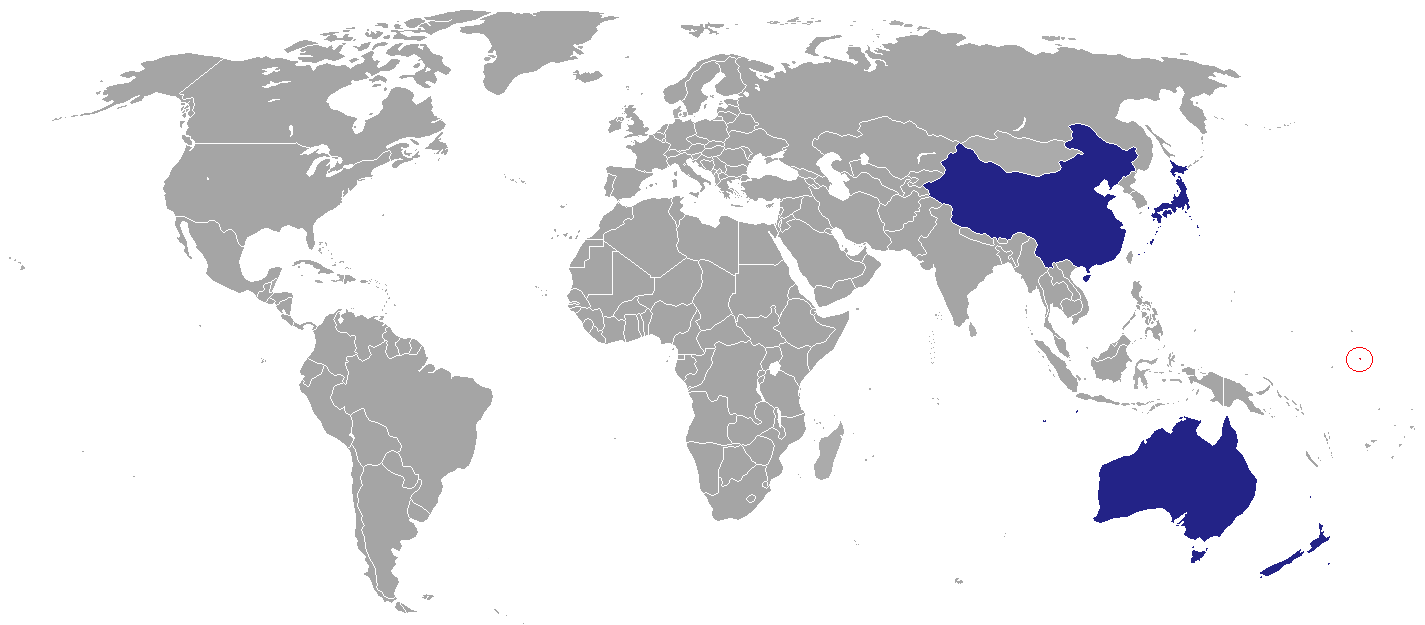
Missões diplomáticas de Kiribati

Abaixo está listada a alta comissão de Kiribati. Kiribati não possui embaixadas, mas possui apenas um alta comissão em Suva, Fiji.
O país, embora seja membro da ONU, não possui nenhuma missão permanente.

## América
- Estados Unidos
  - Nova Iorque (Missão permanente)

## Ásia
- China
  - China (Embaixada)[1]

## Oceania
- Fiji
  - Suva (Alta comissão)

1. ↑  «China estabelece relações diplomáticas com Kiribati, isolando ainda mais Taiwan». 28 de setembro de 2019. Consultado em 30 de setembro de 2019